# La Ferrière-de-Flée
La Ferrière-de-Flée é uma ex-comuna francesa na região administrativa da Pays de la Loire, no departamento de Maine-et-Loire. Estendeu-se por uma área de 13,12 km². Em 2010 a comuna tinha 358 habitantes (densidade: 27,3 hab./km²).
Em 15 de dezembro de 2016 foi fundida com as comunas de Aviré, Le Bourg-d'Iré, La Chapelle-sur-Oudon, Châtelais, L'Hôtellerie-de-Flée, Louvaines, Marans, Montguillon, Noyant-la-Gravoyère, Nyoiseau, Sainte-Gemmes-d'Andigné, Saint-Martin-du-Bois, Saint-Sauveur-de-Flée e Segré para a criação da nova comuna de Segré-en-Anjou Bleu.